# Châtelet, Belgien

Châtelets läge inom provinsen Hainaut

Châtelet är en kommun i provinsen Hainaut i regionen Vallonien i Belgien. Châtelet hade 35 755 invånare per 1 januari 2008.